# Jiří Kowalík
Jiří Kowalík (* 5. září 1977, Frýdek-Místek) je bývalý český fotbalista, útočník.

## Fotbalová kariéra
V české lize hrál za 1. FC Synot, FK Teplice, 1. FC Brno a 1. FC Slovácko. Nastoupil v 99 ligových utkáních a dal 34 gólů. Král ligových střelců Gambrinus ligy v sezóně 2002/03 se 16 góly.

## Ligová bilance
| Ročník                 | Zápasy | Góly | Klub           |
| ---------------------- | ------ | ---- | -------------- |
| Gambrinus liga 2000/01 | 29     | 12   | 1. FC Synot    |
| Gambrinus liga 2001/02 | 23     | 5    | 1. FC Synot    |
| Gambrinus liga 2002/03 | 28     | 16   | 1. FC Synot    |
| Gambrinus liga 2003/04 | 3      | 1    | 1. FC Synot    |
| Gambrinus liga 2003/04 | 5      | 0    | FK Teplice     |
| Gambrinus liga 2004/05 | 8      | 0    | 1. FC Brno     |
| Gambrinus liga 2005/06 | 2      | 0    | FK Teplice     |
| Gambrinus liga 2005/06 | 1      | 0    | 1. FC Slovácko |
| CELKEM                 | 99     | 34   |                |